# Macromia terpsichore
Macromia terpsichore là loài chuồn chuồn trong họ Macromiidae. Loài này được Förster mô tả khoa học đầu tiên năm 1900.